# Gorni Juruci
Gorni Juruci (bułg. Горни Юруци) – wieś w Bułgarii, w obwodzie Kyrdżali, w gminie Krumowgrad. W 2024 roku liczyła 53 mieszkańców.